# Fals merlet
El fals merlet (Muschampia proto) és una espècie de lepidòpter papilionoïdeu de la família dels hespèrids (Hesperiidae) present als Països Catalans.

## Distribució
Present al sud d'Europa, incloent-hi la península Ibèrica, el sud-est de França, sud de la península Itàlica, sud dels Balcans i Grècia, així com al nord-oest d'Àfrica, al Marroc i Algèria, i a l'Àsia des de Turquia i el Llevant fins a l'Iran i el sud-est de Rússia. Absent de les principals illes mediterrànies, excepte Sicília, Citera, Càrpatos, Sime, Corfú i Rodes. Ocupa gran part de la península Ibèrica, excepte l'extrem nord-oest, mentre que a Catalunya es troba principalment a la meitat sud, sent molt més escassa a la meitat nord i aparentment absent a la província de Girona.

## Descripció
Envergadura alar d'entre 27 i 31 mm. Sense dimorfisme sexual, a excepció de la presència, en els mascles, d'un plec costal a l'ala anterior. Anvers de l'ala anterior de color bru fosc amb gran quantitat d'escates grises, sobretot a la zona basal, i diverses taques blanques a la part central i exterior. Anvers de l'ala posterior bru fosc amb diverses taques blanques. Presenta les fímbries escaquejades. Revers de l'ala anterior semblant a l'anvers, però amb un to més clar i uniforme. Revers de l'ala posterior de color bru palla o vermellós amb diverses bandes de taques blanques ben marcades, excepte la submarginal.

## Hàbitat
Llocs amb abundància de flors, sovint en matollar mixt en vessants secs i pedregosos, però també en prats secs. Rang altitudinal des del nivell del mar fins als 1600 m. L'eruga s'alimenta de diverses lamiàcies del gènere Phlomis, com ara P. fruticosa, P. lychnitis o P. herba-venti a Europa, mentre que al nord d'Àfrica es coneixen P. crinita i P. bovei.

## Període de vol i hibernació
Vola en una generació d'emergència prolongada entre abril i octubre. Hiverna com a eruga a l'interior de l'ou.

## Comportament i particularitats biològiques
Les femelles ponen els ous a la base de la seva planta nutrícia o en substrats propers. Les erugues es construeixen un refugi a partir d'una fulla de la seva planta nutrícia, que manté plegada gràcies a fils de seda.

## Galeria

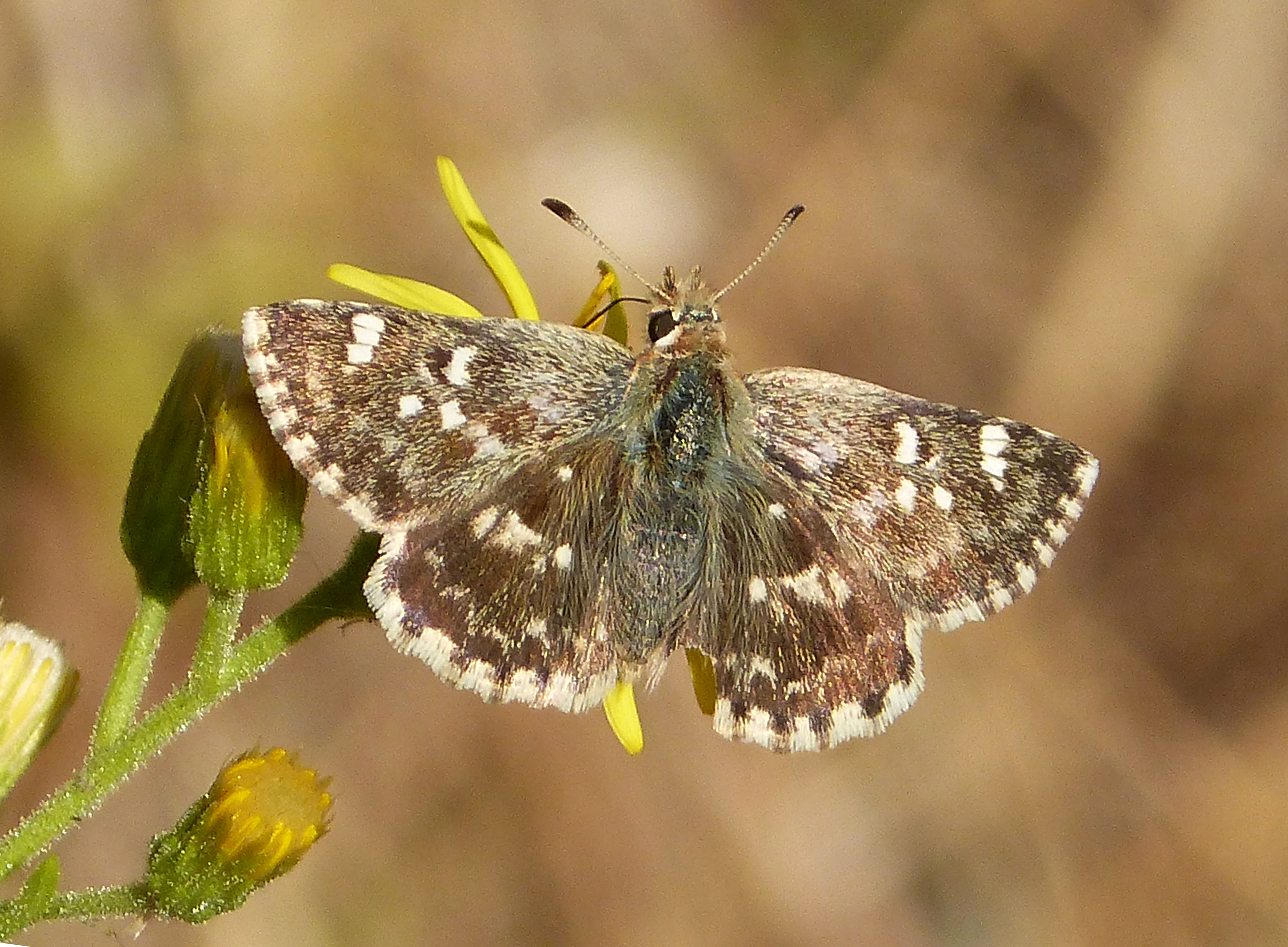
Anvers d'un adult
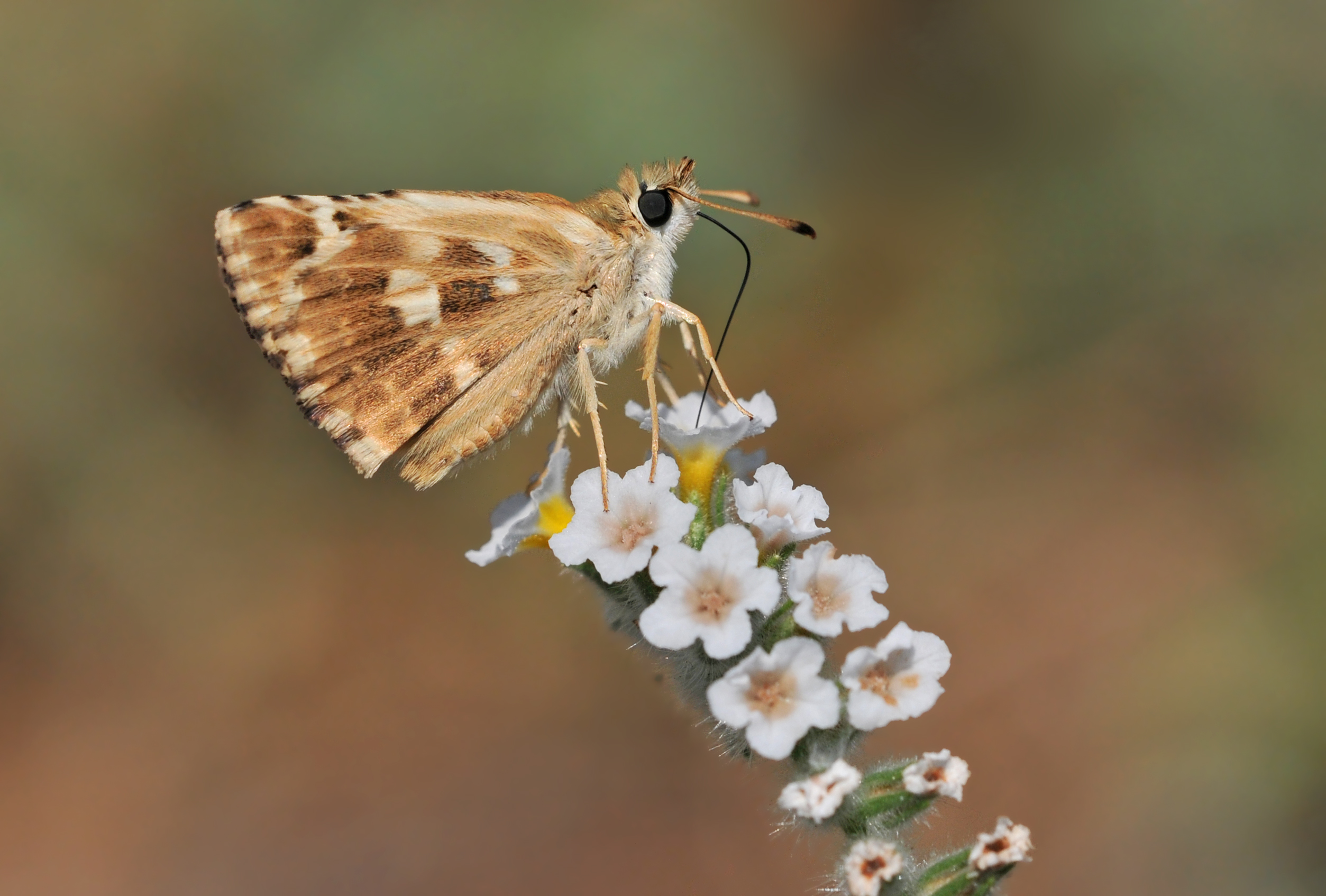
Revers d'un adult